# Ranunculus hyperboreus
Ranunculus hyperboreus — вид трав'янистих рослин родини Жовтецеві (Ranunculaceae), поширений ув арктичних і гірських областях Європи, Північної Америки та Азії. Етимологія: лат. hyperboreus — «украй північний».

## Морфологічна характеристика
Це багаторічні трав'янисті рослини заввишки 5–20 см. Стебла сланкі, голі. Листя: прикореневі листки відсутні, стеблові листові пластинки широко-ниркоподібні, глибоко 3-лопатеві або 3-частинні, 0.3–1.2 × 0.5–2.1 см, основи від тупих до серцеподібних, верхівки закруглені. Квіти: чашолистків 3–4, розлогі або відігнуті від основи, 2–4 × 1–3 мм, голе; пелюсток 3–4, розміри 2–4 × 1–3 мм. Голови сім'янок кулясті або коротко-яйцевиді, 3–5 × 2–5 мм. Сім'янки 1–1.4 × 0.8–1.2 мм, голі; дзьоб лінійний, вигнуті, 0.1–0.4 мм. 2n = 32.
Розмножується насінням, а також вегетативно. Розосередження передбачається в основному водою і птахами.

## Поширення
Вид широко циркумполярний у арктичних та північних бореальних зонах (Фінляндія, Швеція, Норвегія [вкл. Шпіцберген], Ісландія, Росія, Ґренландія, Канада, США). Плаває на мілководді або на мілині, на відкритих ділянках бруду краями струмків і ставків, також на відкритому вологому ґрунті й болотах, у тундрі чи тайговому або субальпійському лісі.

## Галерея

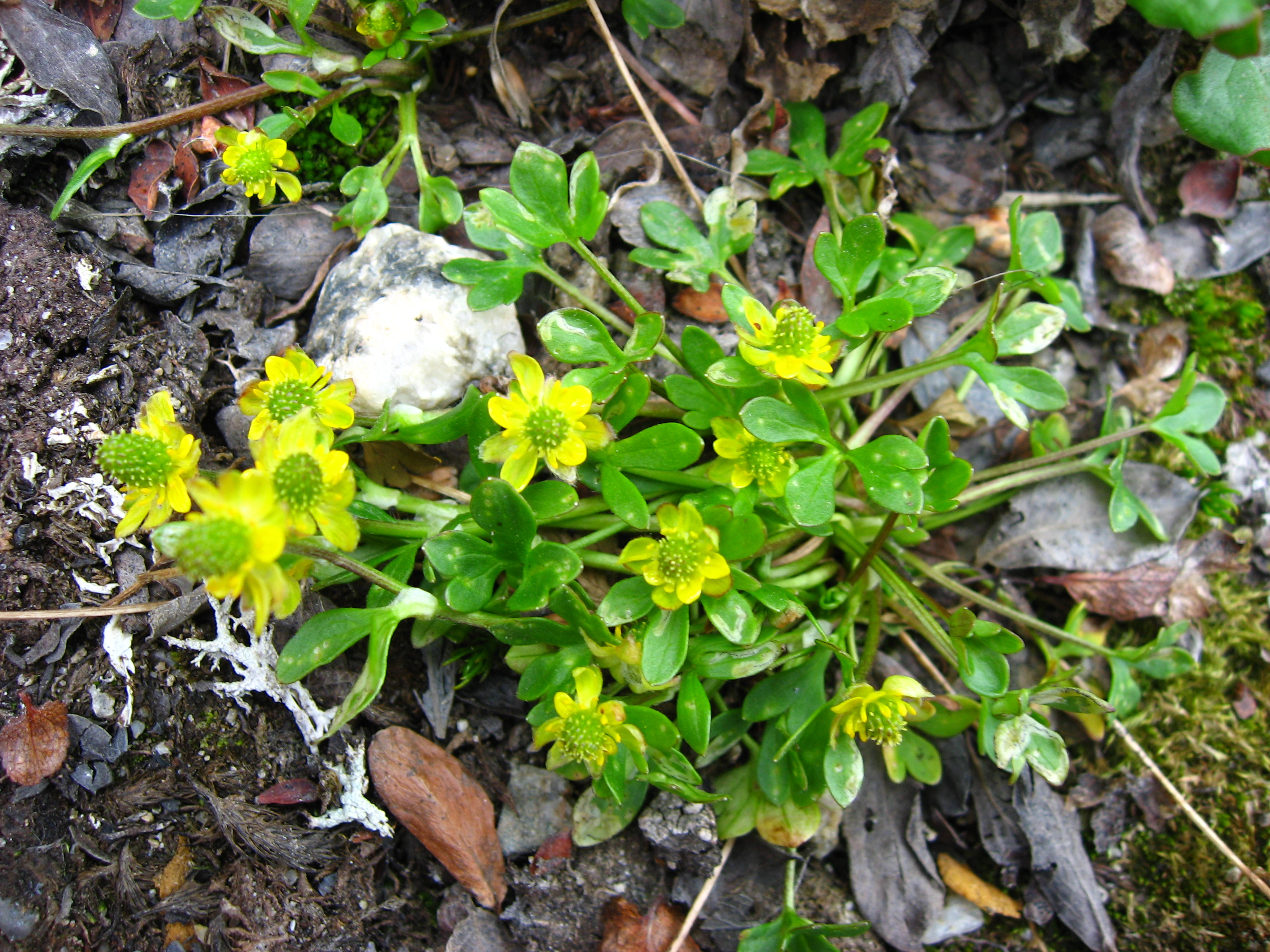